# Parrocchie della diocesi di Rieti

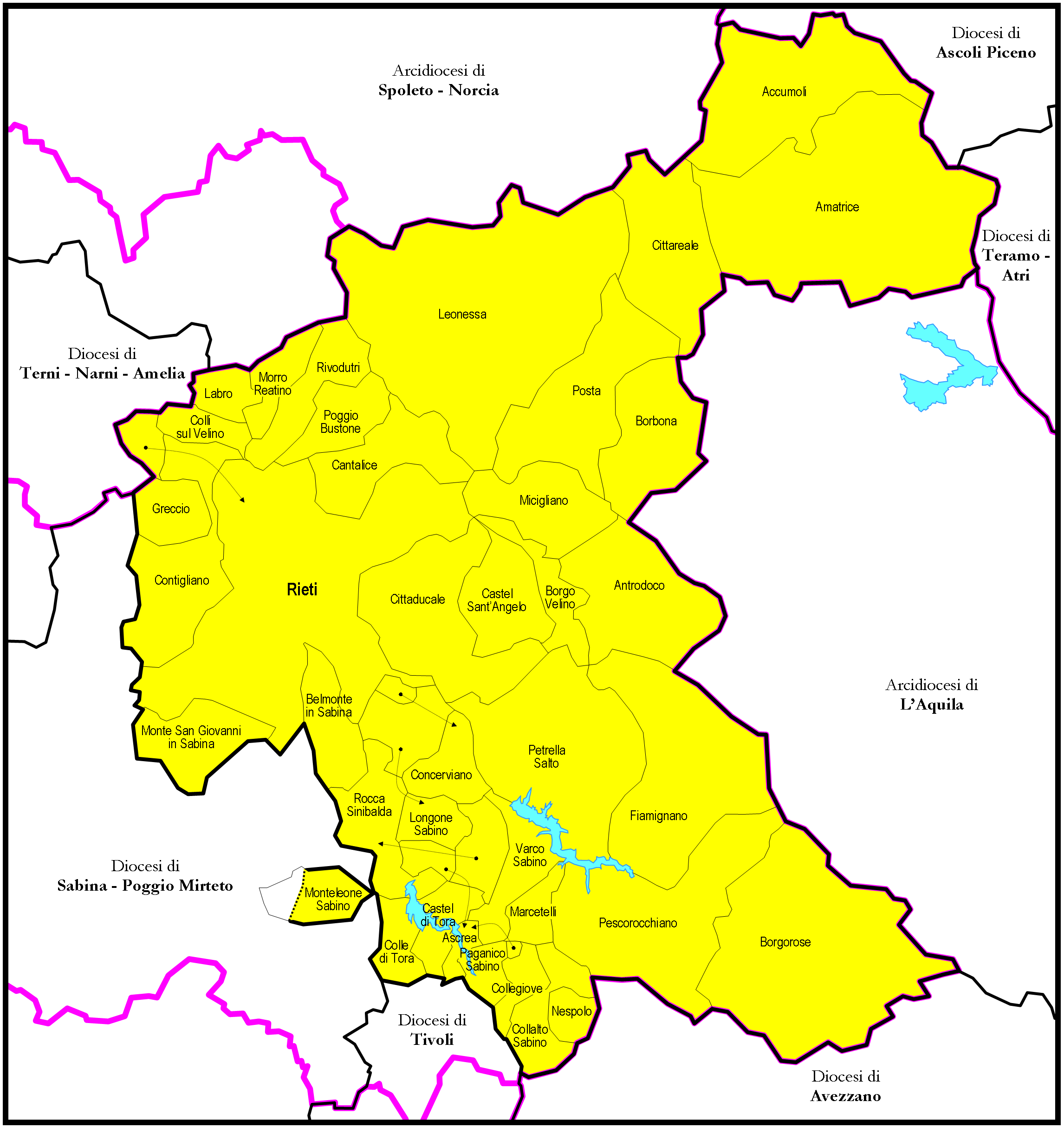
Il territorio della diocesi

Le parrocchie della diocesi di Rieti sono 94.

## Zone pastorali
La diocesi è organizzata in 5 zone pastorali. 

### Zona pastorale di Rieti città
| Parrocchia                             | Patrono                                   | Comune | Frazione/Quartiere   |
| -------------------------------------- | ----------------------------------------- | ------ | -------------------- |
| Rieti - cattedrale                     | Santa Maria Assunta                       | Rieti  | centro               |
| Rieti - Madonna del Cuore              | Madonna del Cuore                         | Rieti  | centro               |
| Rieti - Regina Pacis                   | Regina Pacis                              | Rieti  | centro               |
| Rieti - Sacro Cuore di Gesù            | Sacro Cuore di Gesù                       | Rieti  | centro               |
| Rieti - San Francesco Nuovo            | San Francesco d'Assisi                    | Rieti  | centro               |
| Rieti - San Giovanni Battista          | San Giovanni Battista                     | Rieti  | centro               |
| Rieti - San Giovanni Bosco             | San Giovanni Bosco                        | Rieti  | centro               |
| Rieti - San Michele Arcangelo          | San Michele Arcangelo                     | Rieti  | centro               |
| Rieti - Santa Lucia                    | Santa Lucia                               | Rieti  | centro               |
| Rieti - Santa Maria Madre della Chiesa | Santa Maria Madre della Chiesa            | Rieti  | centro               |
| Rieti - Sant'Agostino                  | Sant'Agostino                             | Rieti  | centro               |
| Chiesa Nuova                           | Santa Barbara in Agro                     | Rieti  | Chiesa Nuova         |
| Monte Terminillo                       | Cuore Immacolato di Maria e San Francesco | Rieti  | Monte Terminillo     |
| San Giovanni Reatino                   | San Giovanni Battista                     | Rieti  | San Giovanni Reatino |
| Vazia                                  | Santa Maria delle Grazie                  | Rieti  | Vazia                |

### Zona Pastorale del Montepiano Reatino
| Parrocchia                   | Patrono                  | Comune                       | Frazione/Quartiere   |
| ---------------------------- | ------------------------ | ---------------------------- | -------------------- |
| Contigliano                  | San Michele Arcangelo    | Contigliano                  | centro               |
| Apoleggia                    | San Michele Arcangelo    | Rivodutri                    | Apoleggia            |
| Borgo San Pietro             | Santi Angeli custodi     | Poggio Bustone               | Borgo San Pietro     |
| Cantalice                    | Sant'Andrea Apostolo     | Cantalice                    | centro               |
| Castel San Benedetto         | San Benedetto Abate      | Rieti                        | Castel San Benedetto |
| Colli sul Velino             | Santa Maria Maddalena    | Colli sul Velino             | centro               |
| Greccio                      | San Michele Arcangelo    | Greccio                      | centro               |
| Labro                        | Santa Maria Maggiore     | Labro                        | centro               |
| Limiti di Greccio            | Santa Maria di Loreto    | Greccio                      | Limiti               |
| Monte San Giovanni in Sabina | San Giovanni Evangelista | Monte San Giovanni in Sabina | centro               |
| Morro Reatino                | San Lorenzo Martire      | Morro Reatino                | centro               |
| Piano Poggio Fidoni          | Santa Maria delle Grazie | Rieti                        | Piano Poggio Fidoni  |
| Poggio Bustone               | San Giovanni Battista    | Poggio Bustone               | centro               |
| Poggio Fidoni                | San Michele Arcangelo    | Rieti                        | Poggio Fidoni        |
| San Filippo di Contigliano   | Santi Apostoli           | Contigliano                  | San Filippo          |
| San Liberato                 | San Liberato             | Cantalice                    | San Liberato         |
| Sant'Elia Reatino            | Sant'Elia Profeta        | Rieti                        | Sant'Elia Reatino    |
| Rivodutri                    | San Michele Arcangelo    | Rivodutri                    | centro               |

### Zona Pastorale del Salto Cicolano
| Parrocchia                  | Patrono                         | Comune               | Frazione/Quartiere          |
| --------------------------- | ------------------------------- | -------------------- | --------------------------- |
| Borgorose                   | Sant'Anastasia Martire          | Borgorose            | centro                      |
| Baccarecce                  | Santissima Trinità              | Pescorocchiano       | Baccarecce                  |
| Borgo San Pietro            | Santa Maria delle Grazie        | Petrella Salto       | Borgo San Pietro            |
| Capradosso                  | Sant'Andrea Apostolo            | Petrella Salto       | Capradosso                  |
| Casette                     | Ognissanti                      | Rieti                | Casette                     |
| Collemaggiore               | San Pietro in Otholis           | Borgorose            | Collemggiore                |
| Concerviano                 | San Nicola di Bari              | Concerviano          | centro                      |
| Corvaro                     | Santa Maria                     | Borgorose            | Corvaro                     |
| Fiamignano                  | Santi Fabiano e Sebastiano      | Fiamignano           | centro                      |
| Fiumata                     | San Michele Arcangelo           | Petrella Salto       | Fiumata                     |
| Girgenti                    | San Sisto I Papa                | Pescorocchiano       | Girgenti                    |
| Grotti                      | San Vittorino Vescovo e Martire | Cittaducale          | Grotti                      |
| Leofreni                    | San Barnaba Apostolo            | Pescorocchiano       | Leofreni                    |
| Marcetelli                  | San Venanzio                    | Venanzio di Camerino | centro                      |
| Pescorocchiano              | Sant'Andrea Apostolo            | Pescorocchiano       | centro                      |
| Petrella Salto              | Santa Maria Assunta             | Petrella Salto       | centro                      |
| Radicaro                    | San Pietro Apostolo             | Fiamignano           | Radicaro                    |
| Santa Lucia di Fiamignano   | Santa Lucia Vergine e Martire   | Fiamignano           | centro                      |
| Santa Lucia di Gioverotondo | Santa Lucia Vergine e Martire   | Pescorocchiano       | Santa Lucia di Gioverotondo |
| Sant'Agapito                | Sant'Agapito                    | Fiamignano           | Sant'Agapito                |
| Sant'Anatolia di Borgorose  | San Nicola di Bari              | Borgorose            | Sant'Anatolia               |
| Sant'Elpidio                | Sant'Elpidio Abate              | Pescorocchiano       | Sant'Elpidio                |
| Torano                      | San Martino Vescovo             | Borgorose            | Torano                      |

### Zona Pastorale della Valle del Turano
| Parrocchia         | Patrono                              | Comune             | Frazione/Quartiere |
| ------------------ | ------------------------------------ | ------------------ | ------------------ |
| Rocca Sinibalda    | Santi Agapito e Giustina Martiri     | Rocca Sinibalda    | centro             |
| Ascrea             | San Nicola di Bari                   | Ascrea             | centro             |
| Belmonte in Sabina | Santissimo Salvatore                 | Belmonte in Sabina | centro             |
| Castel di Tora     | San Giovanni Evangelista             | Castel di Tora     | centro             |
| Collalto           | San Gregorio Magno                   | Collalto Sabino    | centro             |
| Colle              | San Lorenzo Martire                  | Colle di Tora      | centro             |
| Collegiove         | Maria Santissima Immacolata          | Collegiove         | centro             |
| Longone Sabino     | Immacolata Concezione                | Longone Sabino     | centro             |
| Monteleone Sabino  | San Giovanni Apostolo ed Evangelista | Monteleone Sabino  | centro             |
| Nespolo            | San Sebastiano Martire               | Nespolo            | centro             |
| Paganico Sabino    | San Nicola di Bari                   | Paganico Sabino    | centro             |
| Poggio Vittiano    | Sant'Anastasio Papa                  | Varco Sabino       | Poggio Vittiano    |
| Roccaranieri       | Santi Pietro e Paolo Apostoli        | Longone Sabino     | Roccaranieri       |
| Varco Sabino       | San Girolamo Sacerdote e Dottore     | Varco Sabino       | centro             |

### Zona Pastorale di Valle del Velino, Monti della Laga e Altopiano Leonessano
| Parrocchia                  | Patrono                                 | Comune             | Frazione/Quartiere     |
| --------------------------- | --------------------------------------- | ------------------ | ---------------------- |
| Cittaducale                 | Santa Maria del Popolo                  | Cittaducale        | centro                 |
| Accumoli                    | Santi Pietro Apostolo e Lorenzo Martire | Accumoli           | centro                 |
| Amatrice                    | Sant'Agostino                           | Amatrice           | centro                 |
| Antrodoco                   | Santa Maria Assunta                     | Antrodoco          | centro                 |
| Bacugno                     | Santa Maria della Neve                  | Posta              | Bacugno                |
| Borbona                     | Santa Croce                             | Borbona            | centro                 |
| Borgo Velino                | San Matteo Apostolo                     | Borgo Velino       | centro                 |
| Canetra                     | San Biagio Vescovo e Martire            | Castel Sant'Angelo | Canetra                |
| Cittareale                  | Santa Maria Assunta                     | Cittareale         | centro                 |
| Leonessa                    | San Giuseppe da Leonessa                | Leonessa           | centro                 |
| Micigliano                  | San Biagio Vescovo e Martire            | Micigliano         | centro                 |
| Moletano                    | San Martino Vescovo                     | Amatrice           | Moletano               |
| Pendenza                    | Santi Cipriano e Giustina Martiri       | Cittaducale        | Pendenza               |
| Piedelpoggio                | Santa Maria del Cerreto                 | Leonessa           | Piedelpoggio           |
| Posta                       | Santa Maria Assunta                     | Posta              | centro                 |
| Preta                       | Santa Maria del Popolo                  | Amatrice           | Preta                  |
| San Lorenzo a Flaviano      | San Lorenzo Martire                     | Amatrice           | San Lorenzo a Flaviano |
| Santa Rufina di Cittaducale | Santa Rufina                            | Cittaducale        | Santa Rufina           |
| Scai                        | San Sebastiano                          | Amatrice           | Scai                   |
| Terracino                   | San Giorgio Martire                     | Accumoli           | Terracino              |
| Terzone                     | Santi Pietro e Paolo                    | Leonessa           | Terzone                |
| Torrita                     | San Giovanni Bosco                      | Amatrice           | Torrita                |
| Ville del Piano             | San Massimo Vescovo e Martire           | Leonessa           | Ville del Piano        |
| Vindoli                     | San Giovanni Battista                   | Leonessa           | Vindoli                |